# Мучнистая роса

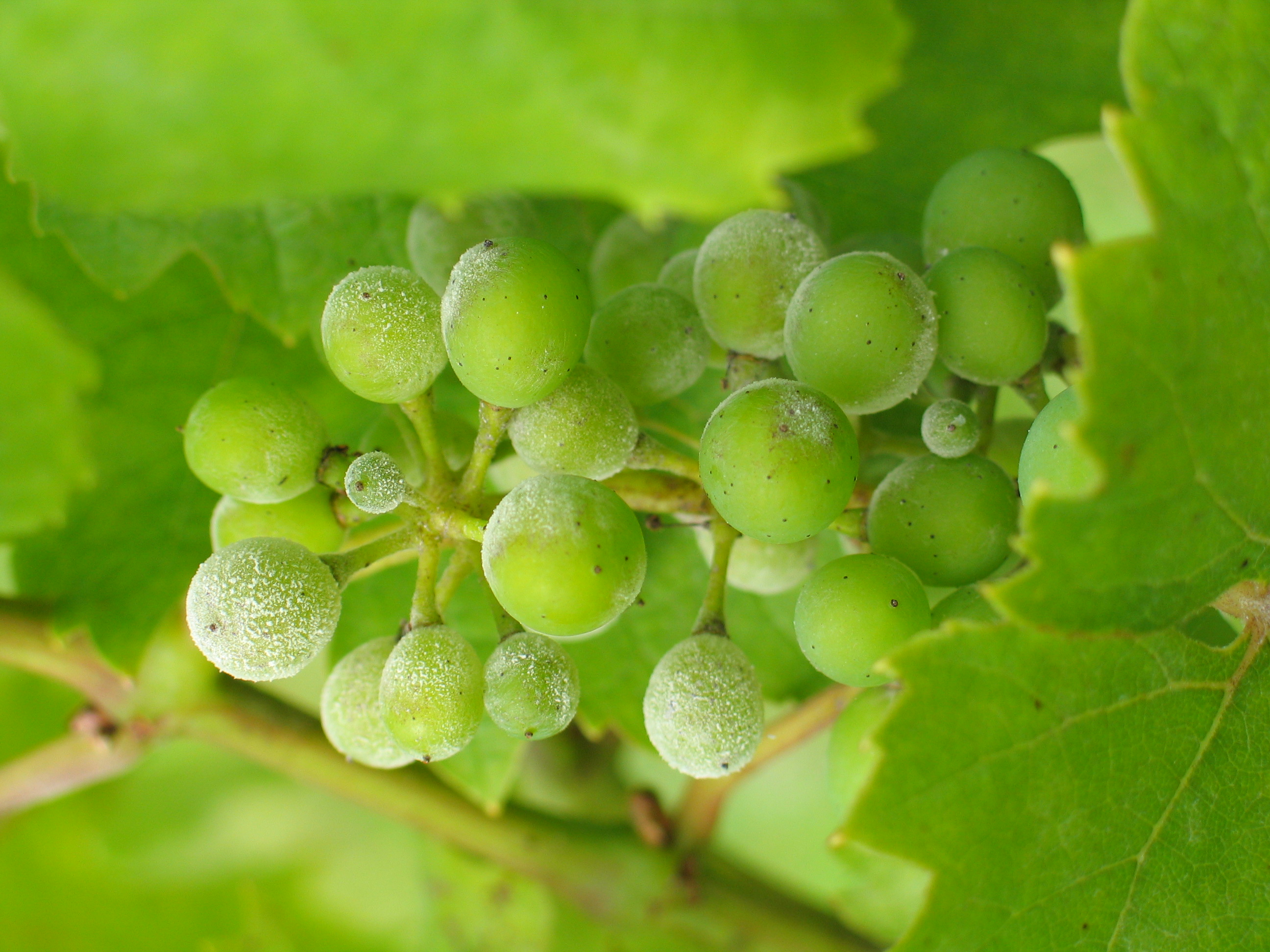
Мучнистая роса на плодах винограда

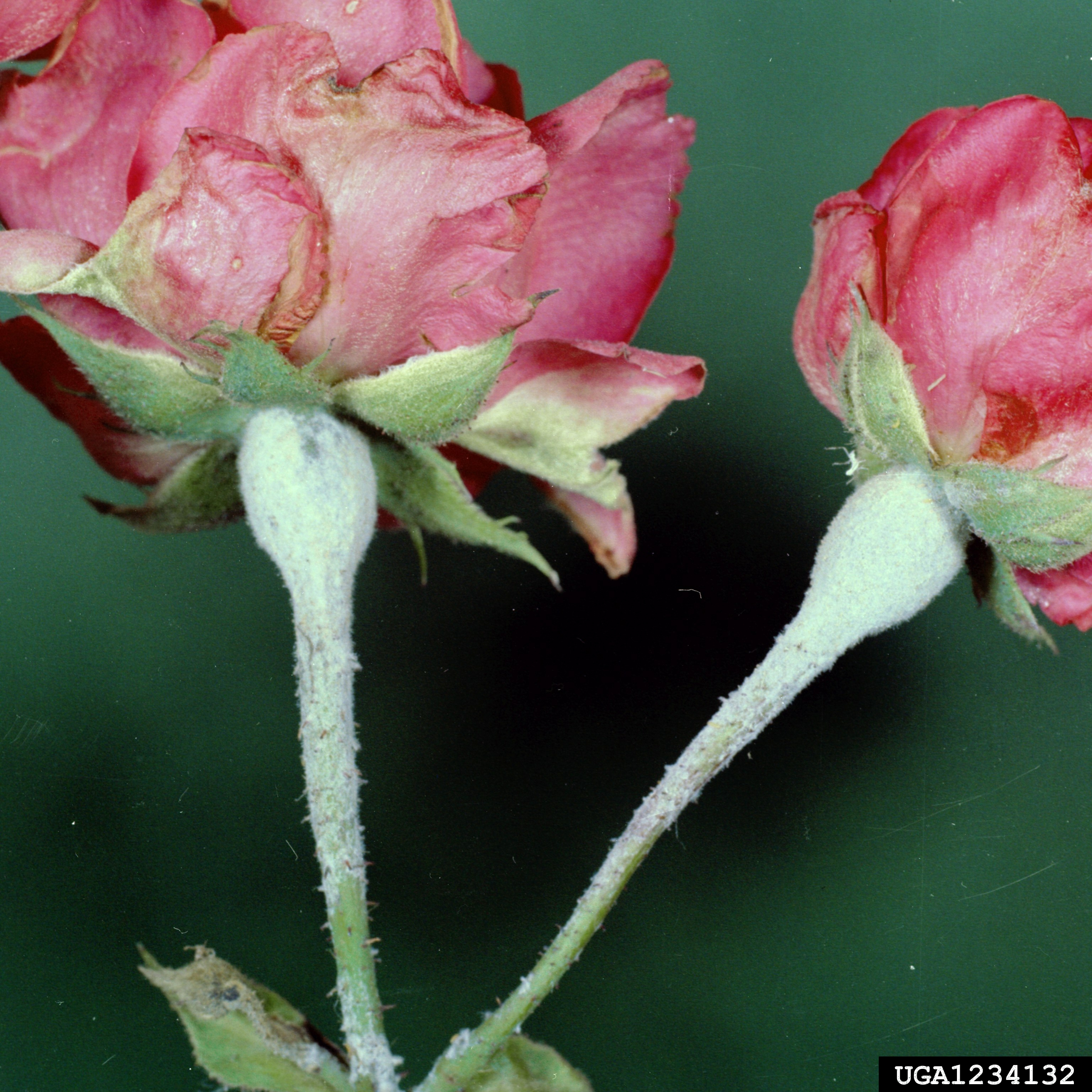
Podosphaera panosa на бутонах розы

Мучни́стая роса́, пепелица, бель — грибковое заболевание растений, вызываемое микроскопическими эктопаразитическими грибами из порядка эризифовых, или мучнисторосяных (Erysiphales). Мицелий мучнисто-белого цвета развивается на листьях, надземных частях побегов, иногда на плодах в начале лета. Возбудителем мучнистой росы поражаются многие лиственные древесные породы, кустарники, плодовые и цветочные растения.
Микозы со сходными внешними проявлениями — ложную мучнистую росу — вызывают грибоподобные организмы оомицеты из семейства пероноспоровых (Peronosporaceae).

## Внешние признаки
На поверхности листьев поражённого растения возникает белый налёт мицелия, на котором после вызревания спор образуются капли жидкости — отсюда и название «мучнистая роса». Мицелий располагается пятнами чаще всего на листьях и молодых побегах, а также на черешках, плодоножках и плодах. Инфекция начинается обычно с расположенных ближе к земле листьев и постепенно распространяется на всё растение. Заражение плодов приводит к их растрескиванию и загниванию в результате вторичной инфекции.

## Возбудители
Название болезни отражает описание симптомов заражения, общих для разных видов различных несовершенных грибов. Например,
- Uncinula necator (=Oidium tuckeri) вызывает появление мучнистой росы на виноградной лозе,
- Sphaerotheca mors-uvae — на крыжовнике,
- Erysiphe graminis — на зерновых культурах,
- Sphaerotheca pannosa forma persicae — на персике,
- Erysiphe communis — на сахарной свёкле,
- Sphaerotheca pannosa Lew. var. rosae Voron. — на розе[3],
- Erysiphe cichoracearum, Sphaerotheca fuliginea — на тыквенных,
- Podosphaera leucotricha — на яблоне.

## Борьба в сельском хозяйстве
Профилактика:
- использование устойчивых к патогену сортов;
- уничтожение пораженных остатков, обрезка и сжигание больных побегов; глубокая зяблевая вспашка;
- внесение фосфорно-калийных удобрений.

Как и у большинства грибов, развитие мучнистой росы можно подавить опрыскиванием или опыливанием растений специальными препаратами для защиты (коллоидная сера, морфолины, триазолы, стробилурины, препараты группы SDHI).